# フッ化オスミウム(V)
フッ化オスミウム(V)(Osmium pentafluoride)は、化学式OsF5の無機化合物である。青緑色の固体で、ルテニウム、ロジウム、イリジウムの五フッ化物と同様に、固体状態では四量体として存在する。

## 合成
フッ化オスミウム(V)は、五フッ化ヨウ素中の溶液としてヨウ素で六フッ化オスミウムを還元することによって合成される。
10 OsF6 +  I2  →   10 OsF5 +  2 IF5